# Kirchenbude (Grimmen)

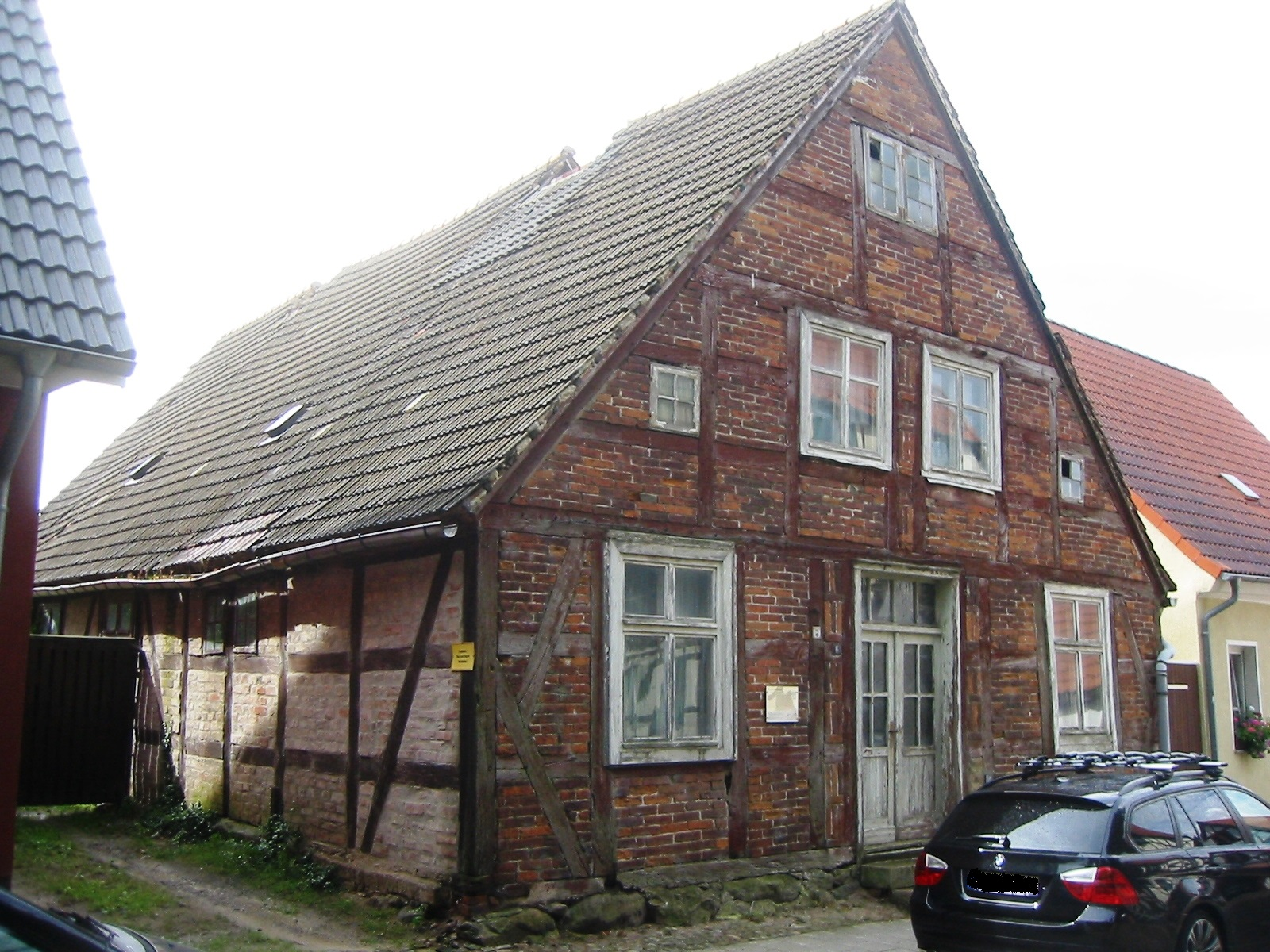
Kirchenbude in Grimmen

Die  Kirchenbude war ein denkmalgeschütztes Fachwerkhaus in der Schulstraße 6 in Grimmen.

## Beschreibung und Geschichte
Der eingeschossige, schlichte Bau mit einem Satteldach verfügte an seiner Front im Erdgeschoss über eine doppelflüglige Tür sowie zwei schlichten Fenster. Im Giebel befanden sich zwei weitere Fenster, die mittig über der Eingangstür angebracht waren. Weiterhin erkannte man an den Außenseiten des Giebels zwei weitere, deutlich kleinere Fenster, die in einer Linie zu den Fenstern im Erdgeschoss angebracht wurden. Im Spitzboden waren zwei weitere Fenster angebracht, die in der Fluchtung zur Eingangstür stehen.
1546 errichtete Herzog Philipp I. auf dem Grundstück drei Buden, die im Jahr 1819 wegen Baufälligkeit abgerissen werden mussten. 1819 errichtete die Kirche ein neues Gebäude – verbunden mit der Auflage, preisgünstigen Wohnraum für bedürftige Einwohner zu schaffen. So entstanden im Erdgeschoss sechs Stuben, sechs Kammern, vier Kamine und eine Gemeinschaftsküche. Im Obergeschoss wurden vier Stuben mit einer Kochgelegenheit errichtet.
Im April 2024 wurde das Gebäude nach jahrzehntelangem Verfall und mutwilligen Beschädigungen von der Denkmalliste des Kreises Vorpommern-Rügen gestrichen und eine Abrissgenehmigung erteilt. Mit dem Komplettabriss auch aller Nebengebäude wurde im Juni 2024 begonnen. Es wurden keine Teile als erhaltenswert eingestuft.
Koordinaten: 54° 6′ 47,4″ N, 13° 2′ 26,4″ O